# Национальный союз Швеции
Национальный союз Швеции (швед. Sveriges nationella förbund; SNF) — праворадикальная шведская организация,  основанная в 1915 году и просуществовавшая до начала 70-х годов. Изначально организация являлась молодёжным крылом «Правой партии», но потеряла связь с партией, так как постепенно всё активнее начал сотрудничать с национал-социалистическими организациями. НСШ также издавал пронемецкую газету «Dagsposten», которая после 50-х годов выпускалась под названием «Fria Ord».
1934-1936 организация вследствие выхода её членов из правой партии имела три места в нижней палате риксдага, являясь единственной открыто националистической партией в риксдаге Швеции за всё время. После второй мировой НСШ перестала существовать в качестве партии, но продолжила существовать в виде организации.